# Challenger Salinas 2002
Il Challenger Salinas 2002 è stato un torneo di tennis facente parte della categoria ATP Challenger Series nell'ambito dell'ATP Challenger Series 2002. Il torneo si è giocato a Salinas in Ecuador dall'11 al 17 marzo 2002 su campi in cemento.

## Vincitori

### Singolare
Iván Miranda ha battuto in finale  Ricardo Mello con il punteggio di 6–3, 6–4

### Doppio
Brandon Coupe /  Jeff Salzenstein hanno battuto in finale  Martin Rodriguez /  Diego Veronelli con il punteggio di 6(3)–7, 6–4, 7–6(3)